# Książęta Mayenne
- 1572-1611: Karol Lotaryński
- 1611-1621: Henryk Lotaryński
- 1621-1631: Karol II Gonzaga
- 1631-1632: Ferdynand Gonzaga
- 1632-1654: Karol III Gonzaga
- 1654-1661: Jules Mazarin
- 1661-1699: Hortensja Mancini
- 1699-1731: Paul-Jules de La Porte

Herb książąt de Mayenne

- 1731-1738: Guy-Paul-Jules de La Porte
- 1738-1781: Louise-Jeanne de Duras